# Liste der Kulturdenkmäler in Frankfurt-Schwanheim
In der Liste der Kulturdenkmäler in Frankfurt-Schwanheim sind alle Kulturdenkmäler im Sinne des Hessischen Denkmalschutzgesetzes in Frankfurt-Schwanheim, einem Stadtteil von Frankfurt am Main aufgelistet.
Grundlage ist die Denkmaltopographie aus dem Jahre 1994, die zuletzt 2000 durch einen Nachtragsband ergänzt wurde.

## Kulturdenkmäler in Frankfurt-Schwanheim
| Bild | Bezeichnung                                                                                                  | Lage | Beschreibung | Bauzeit                                                                                            | Objekt-Nr. |
| --- | --- | --- | --- | -------------------------------------------------------------------------------------------------- | ---------- |
| Altes Rathaus | Altes Rathaus                                                                                                | Alt-Schwanheim 1 LageFlur: 1, Flurstück: 677/164                                                                                   | Barockes Fachwerkhaus | um 1750                                                                                            | 155407 DDB |
| Alte Bürgermeisterei | Alte Bürgermeisterei                                                                                         | Alt-Schwanheim 2 LageFlur: 1, Flurstück: 158/6                                                                                     | Barockes Fachwerkhaus | 1805                                                                                               | 155408 DDB |
| Hochbunker Alt Schwanheim | Hochbunker                                                                                                   | Alt-Schwanheim 2a LageFlur: 2, Flurstück: 158/11                                                                                   | Bunker des 2. Weltkrieges | 1941                                                                                               | 157778 DDB |
| weitere Bilder | Alte Schule                                                                                                  | Alt-Schwanheim 6 LageFlur: 1, Flurstück: 495/82                                                                                    | Klassizistisches Gebäude, heute Heimatmuseum | 1832                                                                                               | 155409 DDB |
| im Hintergrund Dach der Zehnt-Scheune von 1756 | Barockes Fachwerkhaus                                                                                        | Alt-Schwanheim 12, Schwarzbachstraße 13a LageFlur: 1, Flurstück: 80/1, 80/2                                                        | Aufwändig verzierte Fassade, große Scheune | 1684, Scheune von 1756                                                                             | 155400 DDB |
| Barockes Fachwerkhaus | Barockes Fachwerkhaus                                                                                        | Alt-Schwanheim 14 LageFlur: 1, Flurstück: 79/2                                                                                     | | 1683                                                                                               | 155401 DDB |
| Barockes Fachwerkhaus | Barockes Fachwerkhaus                                                                                        | Alt-Schwanheim 23 LageFlur: 1, Flurstück: 53/1                                                                                     | ehemals verputztes barockes Fachwerkhaus, freigelegt, vorgekragtes Obergeschoss | 18. Jahrhundert                                                                                    | 155402 DDB |
| weitere Bilder | Ehemalige katholische Kirche                                                                                 | Am Abtshof 2 LageFlur: 1, Flurstück: 153/2                                                                                         | Barocke Saalkirche, heute teilprofaniert (Chorraum als Kapelle verblieben) | 1686–87                                                                                            | 155403 DDB |
| Wegekreuz vor der katholischen St. Johanneskirche in Frankfurt-Goldstein                                                                              | Kruzifix | Am Wiesenhof 76c LageFlur: 50, Flurstück: 231/1                                                                                    | Klassizistisches Kruzifix, Künstler nicht bekannt. Das Wegekreuz stand bis April 2009 am Niederräder Vizinalweg, 1.620 m vom Schwanheimer Rathaus entfernt [Quelle: Die Gewann-, Flur- und Wegenamen der Gemarkung Schwanheim (Main) von W. Kobelt, 1909]. Angabe müsste richtig lauten 1.820 m nach Vergleich mit Luftbild von 1934. | 1836                                                                                               | 155404 DDB |
| weitere Bilder | Staustufe | An der Staustufe, An der Staustufe 5a, Main (Gew.I) LageFlur: 3, 6, 24, Flurstück: 1150/5, 878/8, 242/13, 1/10                     | Walzenwehr und Wasserkraftwerk, Bauhausstil | 1929–1932                                                                                          | 155405 DDB |
| Brückenhaus | Brückenhaus                                                                                                  | Eifelstraße (nördliches Ende) LageFlur: 2, Flurstück: 222/1                                                                        | Landmarke der alten, 1945 zerstörten, Schwanheimer Brücke | 1905–1907                                                                                          | 156236 DDB |
| Vorstadtvilla in Frankfurt-Schwanheim | Vorstadtvilla                                                                                                | Eifelstraße 61 LageFlur: 9, Flurstück: 125                                                                                         | Mischung aus historischen und Jugendstil-Einflüssen | um 1905                                                                                            | 157342 DDB |
| Goldsteinpark | Goldsteinpark                                                                                                | Goldsteinpark, Goldsteinstraße LageFlur: 47, Flurstück: 191, 195/13, 195/16, 233                                                   | Landschaftspark, von Heinrich Siesmayer im Auftrag von Emilie von Reichenbach-Lessonitz angelegt | 1844                                                                                               | 155858 DDB |
| Kläranlage Niederrad | Kläranlage Niederrad                                                                                         | Goldsteinstraße 160 LageFlur: 37, Flurstück: 8506/33                                                                               | Verwaltungsgebäude der mechanischen Kläranlage mit Wasserturm, Elemente des Historismus und des Jugendstils; sowie unterirdische Klärbecken | Anlage 1883–87, Verwaltungsgebäude 1902                                                            | 155253 DDB |
| Niederräder Klärwerk-Gasmaschinenhaus | Niederräder Klärwerk-Gasmaschinenhaus                                                                        | Goldsteinstraße 160 LageFlur: 37, Flurstück: 8506/34                                                                               | Gasmaschinenhaus des Klärwerks Niederrad | 1955                                                                                               | 159335 DDB |
| Hochbunker von 1941 | Bunker | Goldsteinstraße 302 LageFlur: 48, Flurstück: 211                                                                                   | Schutzbunker aus dem 2. Weltkrieg | 1941                                                                                               | 202524 DDB |
| Ehem. Hertie-Verwaltungsgebäude | Ehem. Hertie-Verwaltungsgebäude                                                                              | Herriotstraße 4 LageFlur: 37, Flurstück: 8500/158                                                                                  | Hochhaus der ehemaligen Hertie-Zentralverwaltung. | 1964/65                                                                                            | 952237 DDB |
| Bild gesucht BW | Bürohochhaus                                                                                                 | Herriotstraße 5 LageFlur: 37, Flurstück: 8500/173                                                                                  | Ehemaliges Max-Planck-Dokumentationszentrum. | 1967–68                                                                                            | 952238 DDB |
| Bild gesucht BW | Bürohochhaus                                                                                                 | Lyoner Straße 11/11a LageFlur: 37, Flurstück: 8500/196                                                                             | Bürogebäude mit Ladenzeile. | 1970–1973                                                                                          | 928724 DDB |
| Bild gesucht BW | Atricom Bürohaus                                                                                             | Lyoner Straße 15 LageFlur: 37, Flurstück: 8500/142                                                                                 | Bürogebäude | 1988–1990                                                                                          | 928726 DDB |
| Nestlé-Verwaltungsgebäude | Nestlé-Verwaltungsgebäude                                                                                    | Lyoner Straße 23/23a LageFlur: 37, Flurstück: 8500/171                                                                             | Verwaltungsgebäude der Firma Nestlé. | 1968–1970                                                                                          | 928727 DDB |
| weitere Bilder | Ehem. Olivetti-Verwaltungsgebäude                                                                            | Lyoner Straße 34 LageFlur: 37, Flurstück: 8500/168                                                                                 | Zwei in Kelchkonstruktion gestaltete Hochhäuser der Olivetti GmbH | 1972                                                                                               | 155807 DDB |
| Einweihung Ehrenmal 1926, Ausschnitt heutige Bronze-Figur von Georg Krämer. Das Original wurde im 2. Weltkrieg zur Materialbeschaffung eingeschmolzen | Ehrenmal | Martin-Henrich-Anlage LageFlur: 13, Flurstück: 134                                                                                 | Neoklassizistisches Kriegerdenkmal des Griesheimer Bildhauers Martin Henrich (1885–1963) | 1929                                                                                               | 155417 DDB |
| weitere Bilder | Evangelische Martinskirche und Pfarrhaus                                                                     | Martinskirchstraße 52/52b LageFlur: 7, Flurstück: 1357/3, 1361/3                                                                   | Neoromanische Hallenkirche, Pfarrhaus per Arkadengang angeschlossen, Garten mit Mauer und Eckpavillon | 1911                                                                                               | 155406 DDB |
| Ehemaliger Gasthof Zum grünen Baum | Ehemaliger Gasthof Zum grünen Baum                                                                           | Martinskirchstraße 68 LageFlur: 1, Flurstück: 200/4                                                                                | Spätbarockes Fachwerkhaus | 1833                                                                                               | 155410 DDB |
| Luftbild St. Mauritius | Gesamtanlage 132                                                                                             | Mauritiusstraße 10/11/12/14, Manderscheider Straße 2 Lage                                                                          | Gesamtanlage (Ensembleschutz) Kirche, Pfarrhaus, Pfarrgarten mit Einfriedungen zum Main (historische Friedhofsmauer) und zur Mauritiusstraße, Künstlerhäuser Gastell gegenüber der Mauritiusstraße | Kirche 1898–1901, Pfarrhaus 1902, Künstlerhäuser 1875 bzw. 1885, Mauer zum Main vmtl. bereits 1468 | 177849 DDB |
| Spätklassizistisches Wohnhaus des Johann Gastell. Gehört zum Ensembleschutz Katholische Kirche St. Mauritius                                          | Spätklassizistisches Wohnhaus des Johann Gastell. Gehört zum Ensembleschutz Katholische Kirche St. Mauritius | Manderscheider Straße 2 LageFlur: 10, Flurstück: 1798/1                                                                            | Reiche zeittypische Bauzier. Zustand bis 2009. Danach rechts moderner Anbau erfolgt | 1875                                                                                               |            |
| Katholisches Pfarrhaus. Gehört zum Ensembleschutz Katholische Kirche St. Mauritius                                                                    | Katholisches Pfarrhaus. Gehört zum Ensembleschutz Katholische Kirche St. Mauritius                           | Mauritiusstraße 10 LageFlur: 2, Flurstück: 38/254                                                                                  | Architekt Josef Dormann (Wiesbaden), Einweihung 1902, ursprünglich mit neugotischem steilem Walmdach mit allseitigen Gauben. Nach komplettem Dachstuhlbrand im März 1944 (Brandbombe) Wiederaufbau als französisches Mansardendach | 1902                                                                                               | 155411 DDB |
| Alte Friedhofsmauer – Hochwasserschutz. Gehört zum Ensembleschutz Katholische Kirche St. Mauritius                                                    | Alte Friedhofsmauer – Hochwasserschutz. Gehört zum Ensembleschutz Katholische Kirche St. Mauritius           | Mauritiusstraße 10/12 LageFlur: 2, Flurstück: 38/254, 280/2, 280/3                                                                 | wurde 1790 durch schweren Eisgang weggerissen und mit scharfer Ecke als Eisbrecher statt Rondell vom Höchster Maurermeister Weinreuther wieder erbaut | vmtl. vor 1468                                                                                     |            |
| Künstlerhaus des Franz Gastell (Bildhauer). Gehört zum Ensembleschutz Katholische Kirche St. Mauritius                                                | Künstlerhaus des Franz Gastell (Bildhauer). Gehört zum Ensembleschutz Katholische Kirche St. Mauritius       | Mauritiusstraße 11 LageFlur: 10, Flurstück: 1805/2                                                                                 | Vom Bildhauer Franz Gastell entworfen, errichtet und bewohnt | 1885                                                                                               | 157344 DDB |
| Ehrenmal – Obelisk. Gehört zum Ensembleschutz Katholische Kirche St. Mauritius                                                                        | Ehrenmal – Obelisk. Gehört zum Ensembleschutz Katholische Kirche St. Mauritius                               | Mauritiusstraße 12 LageFlur: 2, Flurstück: 280/2                                                                                   | Kriegerdenkmal für die vier Gefallenen Schwanheimer im deutsch-französischen Krieg 1870/71 | 1872                                                                                               |            |
| weitere Bilder | Katholische Pfarrkirche St. Mauritius und Kreuz                                                              | Mauritiusstraße 12/14 LageFlur: 2, Flurstück: 280/2, 280/3                                                                         | Neogothische Hallenkirche, Architekt Josef Dormann (Wiesbaden), Einweihung 22. September 1901, ursprünglich mit neugotischen Sägezahndächern, die nach Kriegsschäden nicht wieder aufgebaut wurden | 1898–1901                                                                                          | 155412 DDB |
| Straßenbahn-Stationshaus | Straßenbahn-Stationshaus                                                                                     | Rheinlandstraße 131 LageFlur: 39, Flurstück: 8679/20                                                                               | Fachwerkgebäude der Neurenaissance, Ziegelausfachungen | 1888                                                                                               | 155413 DDB |
| Grabmäler auf dem Stadtteilfriedhof | Grabmäler auf dem Stadtteilfriedhof                                                                          | Schwanheimer Ufer 300 LageFlur: 11, 21, Flurstück: 2074-2079-1, 2079/3, 2080/1, 2105/1, 2074–2079/1, 2079/3, 2080/1, 2105/1, 353/3 | Einige Grabmäler aus der Anfangsphase des Friedhofs (Erstbelegug 1880) stehen unter Denkmalschutz | |            |
| Kreuz auf dem Schwanheimer Friedhof aus rotem Sandstein                                                                                               | Kreuz auf dem Schwanheimer Friedhof aus rotem Sandstein                                                      | Schwanheimer Ufer 300 LageFlur: 11, Flurstück: 2105/1                                                                              | Nachklassizistisches Kruzifix, Künstler/Bildhauer: Gastwirt und Bildhauer Joseph Viktor Saffran (nach einem Bericht im Schwanheimer Anzeiger vom 27.10.1951) | 1881                                                                                               | 155414 DDB |
| Grabmal auf dem Alten Schwanheimer Friedhof | Grabmal auf dem Alten Schwanheimer Friedhof                                                                  | Schwanheimer Ufer 300 LageFlur: 11, Flurstück: 2105/1                                                                              | barocke Pieta auf der Ruhestätte der armen Dienstmägde | 1727                                                                                               | 155414 DDB |
| weitere Bilder | Hofgut Goldstein und Reste der Burg Goldstein                                                                | Tränkweg 32, Tränkweg 22/24/26/28 LageFlur: 47, Flurstück: 193/2, 193/6                                                            | Fundamente der Burg des 14. Jahrhunderts, Herrenhaus des 19. Jahrhunderts | 1348–1839                                                                                          | 155415 DDB |
| ältestes Fachwerkhaus in Frankfurt-Schwanheim | Fachwerkhaus                                                                                                 | Vierhäusergasse 2 LageFlur: 1, Flurstück: 905/83                                                                                   | ehemals verputztes Renaissancefachwerkhaus, freigelegte reiche ornamentale Schnitzerei | 1619                                                                                               | 155419 DDB |
| Fachwerkhaus | Fachwerkhaus                                                                                                 | Vierhäusergasse 10 LageFlur: 1, Flurstück: 92                                                                                      | Barockes Fachwerkhaus mit typischen Zierformen | 1657, Anbau 1806                                                                                   | 155416 DDB |
| Zehntgassenbrunnen | Zehntgassenbrunnen                                                                                           | Zehntgasse (vor Nummer 10) LageFlur: 1, Flurstück: 8557/6                                                                          | Klassizistischer Pumpenbrunnen | 1828                                                                                               | 155418 DDB |